# ジェネラル・ミッチェル国際空港
ジェネラル・ミッチェル国際空港（ジェネラル・ミッチェルこくさいくうこう、英: General Mitchell International Airport）はアメリカ合衆国のウィスコンシン州ミルウォーキーにある国際空港である。ダウンタウンの10km南に立地している。州南部の中心的な空港である。イリノイ州北部にあるシカゴからの距離は140km。
アメリカ空軍のウィリアム・ミッチェル将軍に因んで名前が付けられているが、2019年に"ミルウォーキー・ミッチェル国際空港"に名称変更した。

## 設備
空港の敷地面積は880haである。ターミナルは1棟で1955年築だが、過去に増築や改修が行われている。搭乗口は38箇所である。敷地の東部に軍用地がある。

## 主な航空会社
サウスウエスト航空が空港の利用者の約半数を占めている。
- サウスウエスト航空
- フロンティア航空
- スピリット航空
- アメリカン航空
- ユナイテッド航空
- アラスカ航空
- ジェットブルー航空
- サンカントリー航空
- エア・カナダ